# Huangshan Shuiku
Huangshan Shuiku (kinesiska: 黄山水库) är en reservoar i Kina. Den ligger i provinsen Shandong, i den östra delen av landet, omkring 270 kilometer öster om provinshuvudstaden Jinan. Huangshan Shuiku ligger 98 meter över havet. Arean är 1,6 kvadratkilometer. Trakten runt Huangshan Shuiku består till största delen av jordbruksmark. Den sträcker sig 1,9 kilometer i nord-sydlig riktning, och 1,7 kilometer i öst-västlig riktning.
Genomsnittlig årsnederbörd är 735 millimeter. Den regnigaste månaden är juli, med i genomsnitt 230 mm nederbörd, och den torraste är januari, med 11 mm nederbörd.